# Frits Klinkenberg
Frederik Daniël Gijsbert (Frits) Klinkenberg (Apeldoorn, 16 januari 1901 - Heerlen, 9 april 1977) was een Nederlandse collaborateur in de Tweede Wereldoorlog. Hij was namens de NSB burgemeester van Putten en burgemeester van Borculo. In Putten was hij persoonlijk verantwoordelijk voor de arrestatie van een groot aantal verzetsmensen en (joodse) onderduikers.

## Levensloop
In de jaren dertig verdiende Klinkenberg zijn geld als verzekeringsagent, maar had moeite zijn hoofd boven water te houden. In Wassenaar sloot hij zich in 1934 aan bij de NSB, om kort daarna zijn lidmaatschap weer op te zeggen. Terug in Apeldoorn meldde hij zich in november 1940 alsnog aan. Daarnaast werd hij in 1942 lid van de Germaansche SS. Hij stak met een aantal kameraden waaronder Sytze Gjalt Brusse de synagoge van Apeldoorn in brand terwijl zijn vrouw op de uitkijk stond. Klinkenberg ambieerde het burgemeestersambt, maar sollicitaties in Rheden en Groesbeek liepen op niets uit. In het Gelderse dorp Putten had hij meer succes. Op 20 november 1941 werd hij benoemd tot burgemeester.
Klinkenberg was een NSB'er van de fanatieke soort. Hij ging gekleed in het zwarte NSB-uniform en bracht het NSB-blad Volk en Vaderland aan de man. Hij maakte actief jacht op verdachte lieden: in de eerste jaren vooral leden van het ontluikende verzet, in de latere jaren van de oorlog moesten vooral joodse onderduikers voor hem vrezen. In maart 1942 boekte Klinkenberg zijn eerste grote succes met de arrestatie van Pieter Vijge en Johnny de Droog en een groot deel van de verzetsgroep waar zij leiding aan gaven. De Droog liep over naar de Duitse zijde en groeide uit tot een Nederlands meest beruchte V-Mannen. Vijge en een aantal medewerkers werden geëxecuteerd.
Klinkenberg had een vaste groep mensen waar hij op kon rekenen: de onderluitenant Aris de Man (marechaussee uit Nunspeet), Harm Lanting (marechaussee uit Putten), gemeenteopzichter Jille Haaitsma, de SS'er Dirk Zehnpfennig en opperwachtmeester J. Janssen. Vanaf maart 1943 kwam de politieman Gerrit Stap, die eerder veel Joden in de Achterhoek had aangehouden, daarbij. In januari 1944 was Stap het slachtoffer van een mislukte liquidatiepoging.
Van de Sicherheitsdienst had Klinkenberg toestemming om in heel Gelderland jacht te maken op joden. Hij was voornamelijk actief in de gemeenten Putten, Ermelo en Ede en maakte veel slachtoffers. Zo deed hij bijvoorbeeld een grote vangst op 22 maart 1943 met de arrestatie van het zes leden tellende joodse gezin Staal en Hugo Hirch, een bezoekend vriend. Zij zaten ondergedoken in een vakantiehuisje bij Ermelo. Op basis van een foto die zij vonden bij Hirsch werden nog eens drie joden aangehouden. Klinkenberg had de gewoonte om na de inval van een huis later nog eens terug te komen. Dat werd de joodse vrouw Ruchla Roet-Frenkiel met haar driejarige dochter Greta op 23 maart 1943 fataal. Zij zat ondergedoken in een boerderij in Putten. Bij de eerste inval wist zij nog te ontkomen, maar werd vervolgens aangehouden toen de Puttense burgemeester later terugkeerde.
Als burgemeester was Klinkenberg in eigen kringen niet onomstreden. Van Jacob Eduard Feenstra, hoofd van de Gelderse politie,  kreeg Stap de opdracht om Klinkenberg in de gaten te houden. Feenstra verdacht hem ervan zijn ambt te misbruiken. In april 1943 werd Klinkenberg oneervol ontslagen bij de Germaansche SS. Hij weigerde de eed van trouw aan Hitler af te leggen, mogelijk uit vrees naar het Oostfront  gestuurd te worden. Ook  binnen de NSB werd gesproken over zijn wangedrag. In september 1944 moest hij zich verantwoorden voor de procureur van de Hoge Raad van Discipline van de NSB. Als gevolg van Dolle Dinsdag kwam dat er niet meer van.
Klinkenberg zelf nam op Dolle Dinsdag de benen. Hij was daarom niet aanwezig in Putten tijdens de beruchte razzia waarbij op 1 oktober 1944 bijna zeshonderd man naar de Duitse concentratiekampen werden afgevoerd. Bijna niemand keerde terug. Op 24 oktober 1944 werd hij benoemd tot burgemeester van Borculo. In het laatste half jaar van de oorlog toonde hij zich juist zeer vaderlandslievend. Hij lag constant overhoop met de Sicherheitsdienst en wist meerdere razzia's te voorkomen.
Na de oorlog werd Klinkenberg door het Bijzondere Gerechtshof veroordeeld tot een levenslange gevangenisstraf. In cassatie werd de straf omgezet naar 20 jaar. Na zijn vrijlating woonde Klinkenberg in België.

## Persoonlijk
Klinkenberg is viermaal getrouwd geweest, waarvan tweemaal met dezelfde vrouw. Met haar had hij een dochter.